# تاتسو ساساکی (کشتی‌گیر)
تاتسو ساساکی (佐々木 竜雄 Sasaki Tatsuo, زاده ۲۴ سپتامبر ۱۹۴۲)؛ کشتی‌گیر سابق اهل ژاپن است که در بازی‌های المپیک تابستانی ۱۹۶۴، بازی‌های المپیک تابستانی ۱۹۶۸، و بازی‌های المپیک تابستانی ۱۹۷۲ شرکت کرده‌است.